# Le Fresne, Marne
Le Fresne là một xã thuộc tỉnh Marne trong vùng Grand Est đông nam nước Pháp. Xã này nằm ở khu vực có độ cao trung bình 124 mét trên mực nước biển.